# 西多村
西多村（にしたむら）はかつて岐阜県郡上郡に存在した村である。
現在の郡上市白鳥町中西、白鳥町阿多岐に該当し、長良川支流の阿多岐川上流部である。
村の名は、中西と阿多岐から一文字ずつとった、合成地名である。

## 歴史
- 1875年（明治8年） - 中西村と阿多岐村が合併し、西多村となる。
- 1889年（明治22年）7月1日 - 町村制により、西多村発足。
- 1897年（明治30年）4月1日 - 野添村、六ノ里村、陰地村、那留村と合併し、牛道村発足。同日西多村廃止。